# Carieghi
Carieghi (Grbci in sloveno), o Carié, è un minuscolo paese situato nell'entroterra di Isola, precisamente nell'insediamento di Saredo (Šared), e si affaccia sulla valle del torrente Derniga.
Il nome deriva quasi certamente da sedia (in istroveneto carega) , per la conformazione a terrazze del terreno, che potrebbe far pensare a una carega.